# Benjamin Abalos

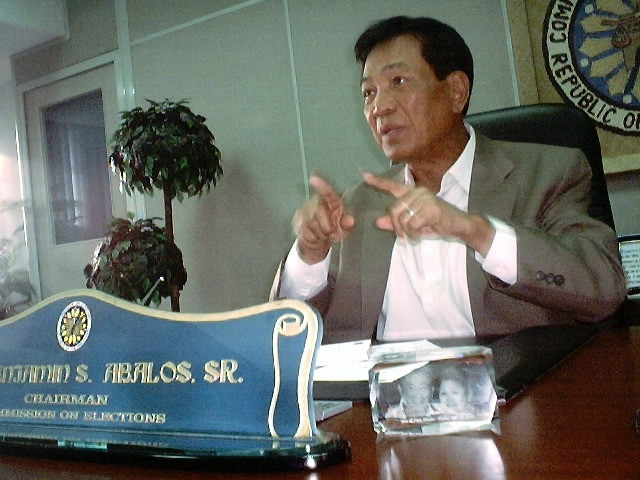
Benjamin Abalos

Benjamin S. Abalos sr. (Pangasinan, 21 september 1935) is een Filipijns politicus. Abalos is voormalig voorzitter van de Filipijnse kiescommissie (COMELEC). Daarvoor was Abalos voorzitter van de Metropolitan Manila Development Authority en burgemeester van de stad Mandaluyong City. Zijn zoon Benjamin Abalos jr. was van 2001 tot 2004 ook burgemeester van Mandaluyong City. In de verkiezingen van 2007 werd Abalos jr. opnieuw tot burgemeester gekozen.

## Biografie
Benjamin Abalos werd op 21 september 1935 geboren in een, naar eigen zeggen, arme familie in Pangasinan. Hij studeerde rechten aan de Manuel L. Quezon University, waar hij in 1957 afstudeerde.
In 1963 stelde Abalos zich verkiesbaar als viceburgemeester van Mandaluyong City dat in die tijd nog bij de provincie Rizal behoorde. Hij verloor de verkiezingen echter van een invloedrijke kandidaat, die volgens Abalos op frauduleuze wijze de verkiezingen had gewonnen.
De jaren erna werkte Abalos als rechter.
In 1980 stelde hij zich verkiesbaar als burgemeester van Mandaluyong. Hijzelf claimde de verkiezingen gewonnen te hebben. President Marcos zorgde er, volgens Abalos zelf, echter voor dat hij niet de nieuwe burgemeester werd. In 1986 kort nadat Marcos was afgezet door de EDSA-revolutie werd Abalos benoemd als de nieuwe burgemeester van Mandaluyong (als Officer-in-Charge (OIC)). Hij won vervolgens de eerstvolgende verkiezingen in 1988 en werd daarna in 1992, 1995 en 1998 herkozen als burgemeester.
Na zijn laatste termijn, toen hij door een bepaling in de grondwet van 1987, niet opnieuw herkozen kon worden, werd hij benoemd als voorzitter van de Metropolitan Manila Development Authority (MMDA). Deze positie zou hij vervullen tot het jaar erna.
Op 19 februari 2001 werd rechter Alfredo Benipayo door president Gloria Macapagal-Arroyo benoemd als voorzitter van COMELEC. De benoemingscommissie ging echter niet akkoord met deze benoeming doordat enkele commissieleden onder leiding van Luzviminda Tancangco tegen waren. Op 5 juni 2002 werd Benjamin Abalos daarop benoemd als vervanger van Benipayo.
Op 27 september 2007 diende de vicegouverneur van de provincie Iloilo Rolex Suplico een motie tot afzetting in tegen Abalos vanwege diens betrokkenheid bij de ZTE nationale breedband network (NBN) affaire. Abalos zou de deal opgezet hebben en hebben geprobeerd om Romulo Neri en Jose de Venecia III om te kopen. De afzettingsmotie werd mede ondertekend door afgevaardigden Teofisto Guingona III van Bukidnon en Teodoro Casiño van Bayan Muna (People First) en Isabelle Climaco van Zamboanga City. Op 1 oktober kondigde Abalos op een persconferentie aan zijn ontslag in te dienen naar aanleiding van de afzettingsmotie. Hij gaf daarbij aan dat hij daarmee geen schuld bekende. Resurreccion Borra werd benoemd als interim-voorzitter.